# Lonchoptera meijeri
Espèce
Lonchoptera meijeri est une espèce de diptères de la famille des Lonchopteridae.

## Étymologie
Son nom spécifique, meijeri, lui a probablement été donné en l'honneur de Johannes de Meijere, entomologiste néerlandais spécialiste des diptères et des coléoptères.